# 滝谷美夢
滝谷 美夢（たきや みゆ、1998年10月1日 - ）は、日本の女性タレント。元ファイターズガール。

## 経歴・人物
- 北海道札幌市出身。
- 少女だった時からアイドルに憧れ、『ミニモニ。になりたい』という夢があったと云う[1][2]。
- 家族ともども野球好きで野球観戦に通っており、贔屓は地元の北海道日本ハムファイターズ。それが高じて高校生の時に球団公式チアリーダーグループ「ファイターズガール」のオーディションを受験することを決意[1][2]。
- 2018年、「ファイターズガール」のオーディションに合格し、チームに加入した[3]。また同年4月からは藤女子大学に入学し、女子大学生ともなる[4]。
- 2018年から2023年までの6年間、「ファイターズガール」で活動。特に2022年には流行語にもなった「きつねダンス」を踊る姿がプロ野球界のみならず一般社会でも注目されるようになる[5]。
- 2023年シーズン限りにて「ファイターズガール」を勇退。勇退理由は「新たな夢を追うため」であると明かした[6]。
- 2024年1月にCREATIVE OFFICE CUEと所属契約を締結し、タレントに転向することを公表[1][4][2]。
- 2024年より北海道日本ハムファイターズのフランチャイズ・スタジアムでもある「エスコンフィールドHOKKAIDO」アンバサダーに就任[7]。主催試合にてイベントMC、球場内リポーターを務めている。
- 2024年4月から北海道内のテレビ局にて2本のレギュラー番組に出演している[8][9]他、舞台役者にも挑戦した。

## 出演番組
- サタブラ - SATURDAY BRUNCH-（北海道放送、2024年4月 - ) - 毎月最終土曜日MC
- どさんこワイド179（札幌テレビ、2024年4月 - ） - リポーター
- あぐり王国北海道NEXT（北海道放送、2024年7月20日） - ゲスト
- 滝谷美夢のステップ! （HBCラジオ、2024年10月6日 - ）[10] - パーソナリティ
- 道産人間オズブラウン（札幌テレビ、2024年11月10日、17日 - ） - ゲスト
- 発見!タカトシランド（北海道文化放送）- ゲスト（トム・ブラウンと）
  - 2025年4月25日 - 中央区役所新庁舎エリアでお宝店を発見! SP
  - 2025年5月2日 - 山鼻エリアでお宝店を発見! SP